# Kazimierz Horodyski
Kazimierz Horodyski herbu Korczak – ziemianin, został wybrany do Sejmu Krajowego Galicji VIII kadencji i IX kadencji z kurii wielkiej własności w obwodzie czortkowskim. Kolejnego wyboru w 1913 nie uzyskał.